# Кандауров, Александр Борисович
Александр Борисович Кандау́ров (р. 17 января 1956, Москва, СССР) — советский российский спортсмен, специализирующийся в шашках-64. Международный гроссмейстер (1986), кавалер ордена «Знак Почёта». Первый чемпион мира по бразильским шашкам, четырёхкратный чемпион СССР по русским шашкам (1982, 1987, 1989, 1991).

## Биография
Первые шаги в шашках Александра Кандаурова были сделаны под наставничеством Заслуженного тренера СССР Николая Курносова. Впоследствии Кандауров тренировался у Е. С. Куклеева, Ю. В. Кириллова, А. А. Сальникова, С. Н. Горбачёва.
В 1977 году в Бендерах Кандауров завоевал свою первую медаль чемпионата СССР по русским шашкам. В дальнейшем он четырежды становился чемпионом СССР в этом виде шашек:
- 1982 (Кишинёв)
- 1987 (Самарканд)
- 1989 (Пинск)
- 1991 (Кишинёв)

Кандауров также завоевал ещё одну бронзовую медаль национального первенства в 1986 году в Таллине. В 1985 году в Галатине (Италия) на первом чемпионате мира по шашкам-64, проводившемся по правилам бразильских шашек, Кандауров, в соперничестве с ещё одним советским спортсменом Владимиром Вигманом и соперниками из Нидерландов и Бразилии, уверенно завоевал первое место, на полтора очка опередив Вигмана — серебряного призёра. В 1986 году он стал кавалером ордена «Знак Почёта». Позже он разделил третье место с Юрием Аникеевым на чемпионате мира-2002 по молниеносной игре в бразильские шашки. Лучшим достижением Кандаурова в международных шашках стал выигрыш Открытого чемпионата Польши в 1983 году.
В дальнейшем Александр Кандауров играл заметную роль в околошашечной жизни. Он владелец Интернет-сайта «Шашки в России», где регулярно размещаются критические заметки в адрес органов ФМЖД и российского шашечного руководства. Кандауров входил в состав Исполкома Секции-64 ФМЖД и был её вице-президентом, но президентские выборы проиграл. Кандауров активно поддерживает развитие шашечных игровых программ, в частности, активно участвуя в организации первых чемпионатов России среди шашечных программ, а потом став участником первых матчей по русским шашкам между такими программами («Магистр», а затем «Тундра») и гроссмейстером-человеком. Кандауров обыграл «Магистр» в январе, а «Тундру» — в июне 2003 года. Будучи вице-президентом Секции-64 ФМЖД, Кандауров стал организатором I чемпионата мира по русским шашкам среди программ (Москва, 2008 год).